# Курманата
Курманата (каз. Құрманата, до 1993 г. — Ворошиловское) — село в Жетысайском районе Туркестанской области Казахстана. Входит в состав Ынтымакского сельского округа. Находится примерно в 7 км к северо-востоку от районного центра, города Жетысай. Код КАТО — 514489600.

## Население
В 1999 году население села составляло 2748 человек (1374 мужчины и 1374 женщины). По данным переписи 2009 года, в селе проживали 2073 человека (1063 мужчины и 1010 женщин).